# Ion Mihai Pacepa
Ion Mihai Pacepa (Bucareste, 28 de outubro de 1928 – 14 de fevereiro de 2021) foi um general três estrelas da Securitate (a polícia secreta da Romênia comunista) que desertou para os Estados Unidos em julho de 1978 após a aprovação do presidente Jimmy Carter de seu pedido de asilo político. Ele é o desertor de maior patente do antigo Bloco de Leste, e escreveu livros e artigos sobre o funcionamento interno dos serviços de inteligência comunistas. Sua obra mais conhecida é o livro Desinformação: Ex-chefe de espionagem revela estratégias secretas para solapar a liberdade, atacar a religião e promover o terrorismo.
No momento da sua deserção, Pacepa tinha simultaneamente o posto de conselheiro do presidente Nicolae Ceauşescu, chefe do seu serviço de inteligência estrangeiro e secretário estadual de Ministério do Interior da Roménia. Tendo refugiado-se na embaixada americana em Bonn, na Alemanha, ele foi levado secretamente em avião militar para os Estados Unidos depois que o presidente Jimmy Carter aprovou o seu pedido de asilo político.
Posteriormente, trabalhou na CIA em várias operações contra o antigo Bloco de Leste. A CIA descreveu sua colaboração como "uma contribuição importante e única para os Estados Unidos".
Ion Mihai Pacepa foi general da polícia secreta da Romênia comunista, antes de pedir demissão do seu cargo e fugir para os EUA no fim da década de 70. Considerado um dos maiores “detratores” de Moscou, Pacepa concedeu entrevista a ACI Digital e revelou a conexão entre a União Soviética e a Teologia da Libertação na América Latina.
Morreu nos Estados Unidos em 14 de fevereiro de 2021, aos 92 anos de idade, de COVID-19.

## Atividade na inteligência romena
O pai de Ion Mihai Pacepa (nascido em 1893) foi criado em Alba Iulia, na região da Transilvânia do Império Austro-Húngaro, onde trabalhou na pequena fábrica de utensílios de cozinha de seu próprio pai. Em 1º de dezembro de 1918, a Transilvânia uniu-se à Romênia e, em 1920, o pai de Pacepa mudou-se para Bucareste e trabalhou para a filial local da montadora americana General Motors.
Nascido em Bucareste em 1928, Ion Mihai Pacepa estudou química industrial na Universidade Politécnica de Bucareste entre 1947 e 1951, mas poucos meses antes de se formar, ele foi convocado pela Securitate e obteve seu diploma de engenharia apenas quatro anos depois. Ele foi designado para a Diretoria de Contra-sabotagem da Securitate. Em 1955, foi transferido para a Diretoria de Inteligência Estrangeira.
Em 1957, Pacepa foi nomeado chefe da estação de inteligência romena em Frankfurt, na Alemanha Ocidental, onde serviu por dois anos. Em outubro de 1959, o Ministro do Interior Alexandru Drăghici (en) nomeou-o chefe do novo departamento de espionagem industrial da Romênia, o C&T (abreviação de Ştiinţă şi Tehnologie, que significa "ciência e tecnologia" em romeno) do Diretório I. Ele era o chefe da espionagem industrial romena, que ele administrou até desertar em 1978. Ele esteve envolvido com o estabelecimento da indústria automobilística da Romênia, e com o desenvolvimento de suas indústrias de microeletrônica, polímeros e antibióticos.
De 1972 a 1978, Pacepa também foi conselheiro do presidente Nicolae Ceauşescu para o desenvolvimento industrial e tecnológico e vice-chefe do serviço de inteligência estrangeira romeno.

## Deserção
Pacepa desertou em julho de 1978 entrando na Embaixada dos Estados Unidos em Bonn, na Alemanha Ocidental, para onde foi enviado por Ceauşescu com uma mensagem ao chanceler Helmut Schmidt. Ele foi levado secretamente para a Base Aérea Andrews, perto de Washington, em um avião militar dos Estados Unidos.
Em uma carta para sua filha, Dana, publicada no jornal francês Le Monde em 1980 e transmitida repetidamente pela Rádio Europa Livre, Pacepa explicou o motivo da deserção: "Em 1978 recebi ordem para organizar o assassinato de Noël Bernard, o diretor do programa romeno da Rádio Europa Livre, que enfurecera Ceausescu com seus comentários. Foi no final de julho quando recebi essa ordem, e finalmente tive que decidir entre ser um bom pai e um criminoso político. Conhecendo você, Dana, estava firmemente convencido de que você preferiria nenhum pai a um que fosse um assassino."
Noël Bernard morreu em 1981 de câncer; sua esposa, Ioana Măgură-Bernard, sugeriu que ele havia sido irradiado pela Securitate. Ela também relacionou a morte de Bernard às de jornalistas da RFE, tais como Cornel Chiriac (morto a facadas em circunstâncias misteriosas), Emil Georgescu e Vlad Georgescu; ambos, como Bernard e outros, morreram de câncer em rápida sucessão. Esta hipótese parece ser corroborada pelo seu dossiê da Securitate, que juntou um artigo de uma revista que fala de Noël sendo operado, com uma nota que afirma que o artigo confirma "as medidas por nós empreendidas começam a surtir efeito". As evidências sugerem o uso de uma arma chamada Radu que, segundo Pacepa, é uma arma radiológica usada pela Securitate contra dissidentes e críticos. "Radu" é um nome romeno usado como referência a "radiação", com a intenção de desenvolver câncer no alvo, o que resultaria em morte poucos meses após a exposição.

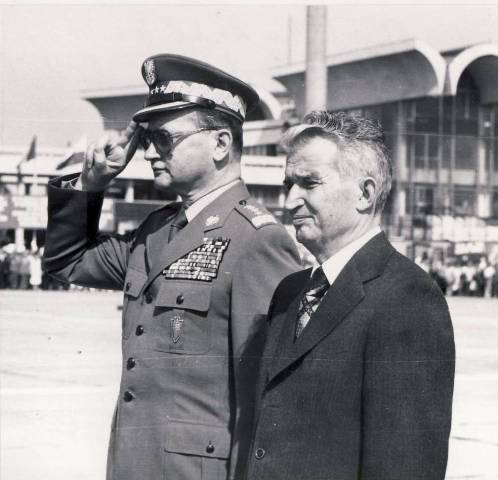
Nicolae Ceaușescu, direita, ao lado do líder polonês general Wojciech Jaruzelski, anos 1980.

A deserção de Pacepa destruiu a rede de inteligência da Romênia comunista e, por meio das revelações da atividade de Ceausescu, afetou sua credibilidade e respeitabilidade internacionais. Um artigo publicado pelo The American Spectator em 1988 resumiu a devastação causada pela "espetacular" deserção de Pacepa: "Sua passagem do Leste para o Oeste foi um evento histórico, pois ele se preparou com tanto cuidado e tão completo foi o seu conhecimento da estrutura, dos métodos, dos objetivos e das operações do serviço secreto de Ceaușescu que, em três anos, toda a organização tinha sido eliminada. Não sobrou um único oficial de alto escalão, nem uma única operação importante ainda estava acontecendo. Ceauşescu teve um colapso nervoso e deu ordens para o assassinato de Pacepa. Pelo menos dois esquadrões de assassinos vieram aos Estados Unidos para tentar encontrá-lo e, recentemente, um dos ex-agentes de Pacepa - um homem que fez pequenos milagres roubando tecnologia ocidental na Europa a mando da Romênia - passou vários meses no Leste Coast, tentando localizá-lo. Eles não tiveram sucesso."
Durante setembro de 1978, Pacepa recebeu duas sentenças de morte da Romênia comunista, e Ceauşescu decretou uma recompensa de US$ 2 milhões por sua morte. Yasser Arafat e Muammar Gaddafi estabeleceram mais US$ 1 milhão cada. Na década de 1980, a polícia política da Romênia convocou Carlos, o Chacal, para assassinar Pacepa nos Estados Unidos em troca de US$ 1 milhão. Documentos encontrados nos arquivos da inteligência romena mostram que a Securitate deu a Carlos todo um arsenal para usar na "Operação 363" para assassinar Pacepa nos Estados Unidos. Incluídos estavam 37kg explosivos plásticos EPP/88, sete submetralhadoras, uma pistola Walther PP de série #249460 com 1306 balas, oito pistolas Stechkin com 1049 balas e cinco granadas de mão UZRG-M.
Carlos não conseguiu encontrar Pacepa, mas em 21 de fevereiro de 1980, ele executou um atentado à bomba contra uma parte da sede da Rádio Europa Livre em Munique, que estava transmitindo notícias da deserção de Pacepa. Cinco diplomatas romenos na Alemanha Ocidental, que ajudaram Carlos, o Chacal nessa operação, foram expulsos do país.
Em 7 de julho de 1999, a decisão da Suprema Corte da Romênia nº 41/1999 cancelou as sentenças de morte de Pacepa e ordenou que suas propriedades, confiscadas por ordem de Ceauşescu, fossem devolvidas a ele. O governo da Romênia se recusou a obedecer. Em dezembro de 2004, o novo governo da Romênia restaurou a patente de general de Pacepa.
Segundo Michael Ledeen, em 2016, as duas sentenças de morte continuaram em vigor, e Pacepa "vive em segredo" desde sua deserção.

## Escritos e opiniões políticas
Pacepa era colunista do blog conservador de Internet PJ Media. Ele também escreveu artigos para o The Wall Street Journal e publicações conservadoras americanas, como National Review Online, The Washington Times, o jornal online FrontPage Magazine e o World Net Daily.

### Red Horizons
Em 1987, Pacepa escreveu um livro publicado nos Estados Unidos pela Regnery Gateway, Red Horizons: Chronicles of a Communist Spy Chief (Horizontes Vermelhos: crônicas de um chefe espião comunista). Uma tradução romena de Red Horizons impressa nos EUA foi infiltrada na Romênia comunista, e um livro de bolso em estilo livro vermelho de Mao do Red Horizons foi impresso ilegalmente na Hungria comunista (agora um valioso item de colecionador). Em 1988, Red Horizons foi publicado em série na Rádio Europa Livre, despertando "enorme interesse entre os romenos". De acordo com a Rádio Romênia, "as ruas das cidades da Romênia estavam vazias" durante a serialização pela RFE de Red Horizons. Em 25 de dezembro de 1989, durante a última parte da Revolução Romena, Ceauşescu e sua esposa, Elena, foram condenados à morte no final de um julgamento em que a maioria das acusações veio quase palavra por palavra de Red Horizons (uma segundo edição, publicada em março de 1990, continha a transcrição do julgamento de Ceauşescu, que foi baseada em fatos apresentados em Red Horizons).
Em 1º de janeiro de 1990, o livro começou a ser publicado em série no novo jornal oficial romeno Adevărul (A Verdade), que naquele dia substituiu o comunista Scînteia (Faísca). Na ocorrência, o Adevărul explicou que a serialização do livro pela Rádio Europa Livre "desempenhou um papel incontestável" na "derrubada de Ceauşescu", de acordo com o texto na contracapa da segunda edição do livro, publicada em 1990. Red Horizons foi posteriormente republicado em 29 países, e foi transformado em um documentário pela TV húngara.
Em 2010, o The Washington Post recomendou que Red Horizons fosse incluído na lista de livros que deveriam ser lidos nas escolas, ao lado de Witness de Whittaker Chambers.
Durante 1993, Pacepa publicou Kremlin's Legacy (O Legado do Kremlin), no qual ele tentou afastar seu país natal de sua dependência contínua de um estado policial de estilo comunista. Em 1999, ele escreveu a trilogia The Black Book of the Securitate (O Livro Negro da Securitate), que se tornou um best-seller na Romênia.

### Supostos assassinatos pela KGB
Em um artigo de 2006, Pacepa descreve uma conversa que teve com Nicolae Ceauşescu, que lhe contou sobre "dez líderes internacionais que o Kremlin matou ou tentou matar": László Rajk e Imre Nagy da Hungria; Lucreţiu Pătrăşcanu e Gheorghe Gheorghiu-Dej da Romênia; Rudolf Slánský e Jan Masaryk da Tchecoslováquia; Mohammad Reza Pahlavi, o Xá do Irã; Palmiro Togliatti da Itália; o presidente dos EUA John F. Kennedy; e o premier do PCC, Mao Tsé-Tung. Pacepa fornece alguns detalhes adicionais, como uma suposta conspiração para matar Mao Tsé-Tung com a ajuda de Lin Biao organizada pela KGB.

### Programmed to Kill

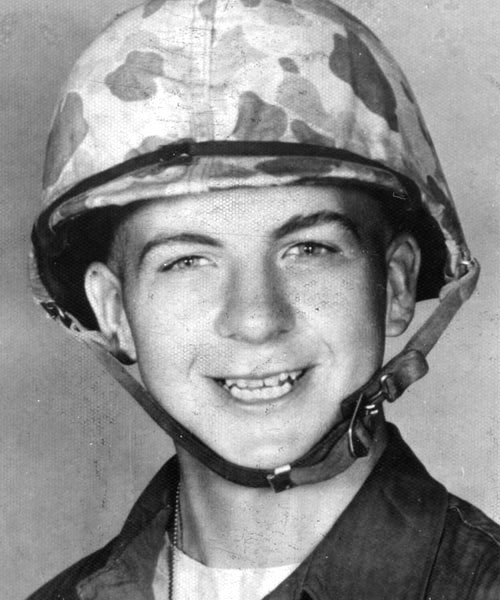
Retrato oficial do USMC de Lee Harvey Oswald, 1956.

Em 2007, Ivan R. Dee publicou o livro de Pacepa Programmed to Kill: Lee Harvey Oswald, the Soviet KGB, and the Kennedy Assassination (Programado para Matar: Lee Harvey Oswald, a KGB soviética e o Assassinato de Kennedy), que argumenta que Lee Harvey Oswald foi recrutado como agente da KGB. De acordo com Pacepa, o primeiro-ministro soviético Nikita Khrushchev ordenou o assassinato de Kennedy, mas mudou de ideia, porém foi incapaz de impedir Oswald. Pacepa escreveu que Jack Ruby foi posteriormente instruído a matar Oswald para silenciá-lo. Diz-se que o trabalho depende fortemente do trabalho da Comissão Warren, do Comitê de Assassinatos da Câmara e de Edward Jay Epstein.
Em uma resenha do livro de Pacepa publicado na Human Events, Michael Ledeen, ex-conselheiro para terrorismo do presidente Ronald Reagan, escreve: "Um novo livro do General Ion Mihai Pacepa é motivo de comemoração, porque ele está entre um pequeno punhado de pessoas que sabem muito sobre os serviços de inteligência do Império Soviético, e porque escreve sobre eles com rara lucidez, sempre com o objetivo de nos ajudar a entender nosso mundo. Seu primeiro livro, 'Red Horizons', é indubitavelmente o retrato mais brilhante de um regime comunista que já li. 'Programmed to Kill' é igualmente fascinante. Pacepa nos leva meticulosamente através das evidências documentais, incluindo material inestimável sobre cifras do bloco soviético que lança uma nova luz sobre as cartas de Oswald para oficiais da KGB em Washington e na Cidade do México. […] Nenhum romancista poderia ter escrito uma história mais emocionante, tornada ainda mais atraente por causa do envolvimento de primeira mão de Pacepa nos esforços dos russos para esconderem sua conexão com Oswald." Na H-Net Reviews, Stan Weeber chamou Programmed to Kill de "um novo e excelente trabalho paradigmático sobre a morte do presidente Kennedy" e "uma leitura obrigatória para todos os interessados no assassinato do presidente Kennedy".
A Publishers Weekly afirmou que "aqueles inclinados a suspeitarem de uma conspiração por trás do assassinato de JFK provavelmente permanecerão não-persuadidos pelo caso circunstancial e especulativo de Pacepa" e que Programmed to Kill não ofereceu "nenhum motivo soviético convincente para o assassinato." De acordo com o autor Joseph Goulden no The Washington Times, o relato tardio de Pacepa "repousa um tanto fracamente em evidências e suposições circunstanciais". Em uma revisão para o periódico Studies in Intelligence (en), Hayden B. Peake chamou a teoria de Pacepa de uma "história imaginativa" e "implausível".

### Papel soviético no apoio ao terrorismo no Oriente Médio
Em um artigo de 2006 escrito durante a Segunda Guerra do Líbano, Pacepa escreveu que a União Soviética espalhou propaganda anti-semita por todo o Oriente Médio para aumentar o ódio aos judeus e, por extensão, a Israel e aos Estados Unidos. Pacepa escreve que os propagandistas soviéticos descreveram os EUA como um "feudo judaico" e espalharam a ideia de que Israel planejava transformar o Oriente Médio islâmico em uma "colônia judaica". Além disso, ele descreve o suposto papel da União Soviética na propagação e financiamento de grupos terroristas no Oriente Médio.

### Campanha soviética contra o Vaticano

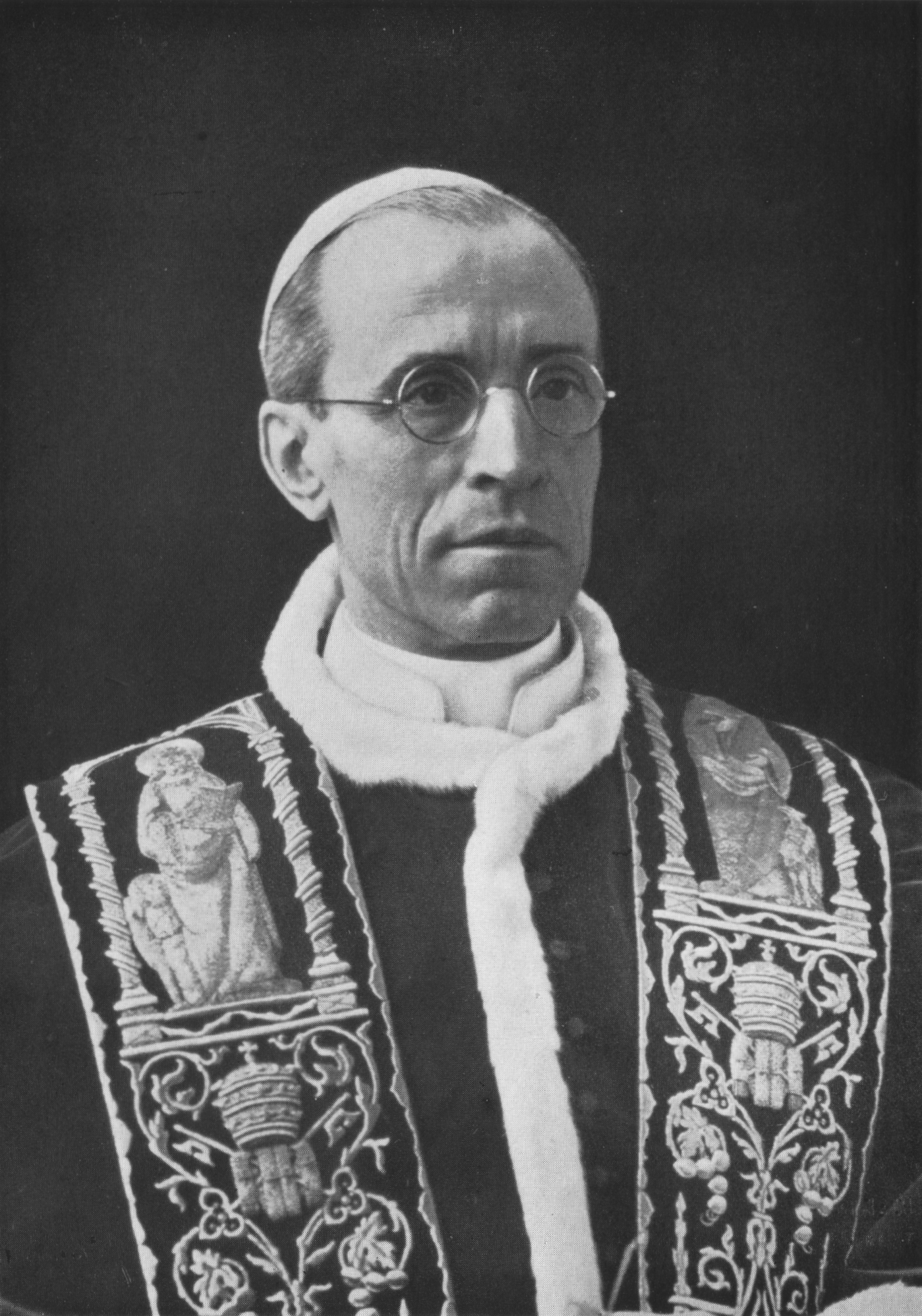
O Papa Pio XII.

Pacepa alegou que a União Soviética tentou desacreditar o papado. Em um artigo de 2007, ele declarou: "Em minha outra vida, quando estava no centro das guerras de inteligência estrangeira de Moscou, eu mesmo fui pego em um esforço deliberado do Kremlin para difamar o Vaticano, retratando o Papa Pio XII como um homem frio e simpatizante do nazismo."
Em 2012, Pacepa revelou que estava escrevendo um livro chamado Desinformação, que dá detalhes sobre a conspiração Seat 12 e a "ciência" soviética do enquadramento. Tem a coautoria do especialista em Pio XII e professor de direito da Universidade do Mississippi, Ronald J. Rychlak. Em uma entrevista, Pacepa afirmou que a ideia original de denegrir a reputação do pontífice veio de Josef Stálin em 1945, que queria a Igreja fora da Ucrânia. Em 3 de junho de 1945, sua Rádio Moscou proclamou que Pio XII havia sido o "Papa de Hitler". Mas a insinuação caiu por terra, pois veio um dia depois de Pio XII ter condenado o "espectro satânico do nazismo" na Rádio Vaticano. Além disso, Pio estava sendo elogiado por seus esforços durante a guerra para proteger as minorias religiosas por, entre outros, o presidente Roosevelt, Winston Churchill (que o descreveu como "o maior homem de nosso tempo") e Albert Einstein. Os esforços de desinformação de Stalin foram rejeitados por aquela geração contemporânea "que viveu a história real e sabia quem o papa Pio XII realmente era", explicou Pacepa. Ele disse que a KGB tentou novamente, promovendo a peça de 1963 de Rolf Hochhuth, O Deputado. Como aquela geração “não tinha vivido aquela história e não estava informada, [desta] vez funcionou”.

### Desinformação
Em 2013, Pacepa publicou Desinformação: Ex-chefe de espionagem revela estratégias secretas para solapar a liberdade, atacar a religião e promover o terrorismo, em coautoria com o professor de direito Ronald J. Rychlak, que estuda história das religiões e que se tornaria seu trabalho mais conhecido.

### O Iraque e Armas de Destruição em Massa
Pacepa apoiou a invasão do Iraque em 2003. Em oposição, grandes manifestações anti-guerra foram realizadas em cidades de todo o mundo. Pacepa afirma que esses protestos foram planejados e antiamericanos, os quais a Rússia ajudou. Pacepa escreveu em outubro de 2003 que era "perfeitamente óbvio para mim" que a agência russa GRU ajudou Saddam Hussein a destruir, ocultar ou transferir suas armas químicas antes da invasão americana do Iraque em 2003. Ele alegou que uma operação para a remoção de armas químicas ("Operação Sarindar") foi preparada pela União Soviética para a Líbia e que tal plano estava sendo implementado no Iraque.

## Morte
Pacepa morreu em 14 de fevereiro de 2021 aos 92 anos devido à COVID-19 durante a pandemia de COVID-19 nos Estados Unidos. A vida de Pacepa foi discutida no programa de obituários da BBC Radio 4, Last Word, em março de 2021.

## Livros publicados
- Red Horizons: Chronicles of a Communist Spy Chief, 1987. ISBN ISBN 0-89526-570-2.
- Red Horizons: the 2nd Book. The True Story of Nicolae and Elena Ceaușescu's Crimes, Lifestyle, and Corruption, 1990. ISBN ISBN 0-89526-746-2.
- The Kremlin's Legacy, 1993.
- Cartea neagră a Securității, Editura Omega, Bucareste, 1999. ISBN ISBN 973-98745-4-1.
- Programmed to Kill: Lee Harvey Oswald, the Soviet KGB, and the Kennedy Assassination, 2007. ISBN ISBN 978-1-56663-761-9.
- Desinformação: Ex-chefe de espionagem revela estratégias secretas para solapar a liberdade, atacar a religião e promover o terrorismo, 1º de setembro de 2015. ISBN ISBN 8567394732.

## Leitura relacionada
- Ceausescu and the Securitate: Coercion and Dissent in Romania, 1965-1989, por Dennis Deletant (Armonk, NY: ME Sharpe,1º de setembro de 1995).
- A KGB e a Desinformação Soviética: Uma Visão em Primeira Mão, por Ladislav Bittman (Vide Editorial; 1ª edição, 16 setembro 2019). ISBN ISBN 8595070741